# Elizabeth Maria Molteno
Elizabeth Maria Molteno (24 de setembro de 1852 - 25 de agosto de 1927) foi uma das primeiras ativistas britânicas da África do Sul pelos direitos civis e das mulheres na África do Sul.

## Juventude
Elizabeth nasceu em uma família influente do Cabo Ocidental de origem italiana. Ela era a filha mais velha de John Molteno, o primeiro primeiro-ministro da Colónia do Cabo, e muitos de seus 18 irmãos passaram a ocupar posições de influência nos negócios e no governo. Ela passou seus primeiros anos na propriedade Claremont de sua família na Cidade do Cabo, onde foi educada. Seu pai viajava com frequência, por razões diplomáticas ou comerciais, e ele frequentemente deixava seus filhos mais velhos acompanhá-lo nessas viagens. Consequentemente, Elizabeth viajou muito quando criança, especialmente para a Itália e Londres, e passou a compartilhar o interesse de seu pai na política e nos assuntos atuais.
Inteligente, com uma personalidade forte e uma boa memória, ela desenvolveu visões e hábitos não convencionais para uma garota na era vitoriana. "Betty", como preferia ser chamada, abandonou as roupas finas e os privilégios materiais de sua juventude. Ela adotou um estilo de vida simples, roupas ásperas e vegetarianismo, e mostrou mais interesse em ciência e política do que em casamento e filhos. Em suas crenças pessoais, ela afirmava ser espiritual, mas não religiosa, e adquiriu uma firme crença ao longo da vida nos princípios de gênero e igualdade racial. Depois de se matricular, ela optou por não se casar, mas estudar mais no Newnham College, em Cambridge.

## Carreira profissional
Escolhendo uma das poucas carreiras abertas a mulheres no século XIX, ela se tornou professora e depois diretora da Escola Collegiate para meninas em Port Elizabeth. Lá, ela revolucionou o sistema educacional vitoriano, que se baseava fortemente na aprendizagem mecânica e restringia-se a assuntos considerados apropriados para as mulheres. Ela aplicou métodos de ensino avançados e liberais para a época, incluindo o que provavelmente era o primeiro sistema de educação sexual para meninas no país. Ela acreditava ao longo da vida na importância da educação das meninas, tanto que se recusou a receber um salário por seu trabalho administrativo e educacional.

## Ativismo
Ela era abertamente contra a Guerra Anglo-Boer quando começou, e por esse motivo foi forçada a deixar seu emprego. Ativistas anti-guerra eram geralmente rotulados como "pró-Boer" por seus oponentes e eram colocados sob grande pressão social. A comunidade branca de Port Elizabeth também era fortemente pró-britânica e quando Elizabeth se recusou a interromper seus protestos, ela foi forçada a renunciar, apesar de uma campanha de apoio de seus ex-alunos e colegas.
Voltou à Cidade do Cabo em 1899 e tornou-se membro fundador do Comitê de Conciliação da África do Sul. Ela coorganizou uma série de reuniões com a participação de milhares de pessoas, para protestar contra a guerra e as divisões étnicas que acontecia. Molteno tornou-se amiga íntima de Emily Hobhouse e Olive Schreiner e trabalhou com elas em causas humanitárias e anti-guerra, durante e após a Guerra dos Bôeres. Em Port Elizabeth, ela também conheceu Alice Greene (tia do escritor Graham Greene), que foi sua funcionária como vice-diretora da Escola Collegiate e também estava envolvida no ativismo anti-guerra.
Após a guerra, Molteno se opôs aos novos desenvolvimentos políticos radicais na África do Sul e partiu para a Inglaterra. Lá, ela conheceu Gandhi em 1909. Eles se tornaram amigos, trocaram idéias e se correspondiam regularmente. Em Londres, ela também se tornou seguidora do movimento sufragista, e seus líderes mais radicais, como Christabel Pankhurst. Ela retornou à África do Sul em 1912 e se envolveu fortemente nas causas do não-racialismo.
Nos anos seguintes, ingressou em uma série de campanhas em apoio aos direitos políticos e fundiários dos negros sul-africanos, trabalhando com líderes negros de destaque como John Dube (primeiro Presidente Geral do CNA) e Sol Plaatje.